# Brevibacterium linens
Brevibacterium linens is een grampositieve, staafvormige bacterie. Het is de typesoort van de familie Brevibacteriaceae.
Brevibacterium linens is alomtegenwoordig op de menselijke huid en veroorzaakt daar zweetvoetengeur. De bekende geur is te wijten aan zwavelhoudende verbindingen: S-methylthio-esters. Dezelfde bacterie wordt gebruikt om verschillende gewassen korst- en smeergerijpte kazen te fermenteren, zoals Munster, Limburger, Tilsit-kaas, Port-Salut, Raclette, Livarot, Pont l'Eveque, Époisses, Wisconsin Brick, Năsal en Pálpusztai. Samen met de schimmel Penicillium roqueforti wordt het ook gebruikt bij de productie van blauwschimmelkaas. Het aroma trekt ook muggen aan.
De eerste uitgebreide proteomische referentiekaart van B. linens werd in 2013 gepubliceerd.